# Bjornson (cràter)
Bjornson és un cràter d'impacte en el planeta Mercuri de 75,93 km de diàmetre. Porta el nom del poeta norueg Bjørnstjerne Bjørnson (1832-1910), i el seu nom va ser aprovat per la Unió Astronòmica Internacional el 1985.